# Everybody Else Is Doing It, So Why Can't We?
Everybody Else Is Doing It, So Why Can't We? (in italiano Tutti gli altri lo fanno, perché noi non possiamo?) è il primo album della band alternative rock irlandese dei The Cranberries.

## Il disco
Pubblicato nell'aprile del 1993, proietta la band ai vertici delle classifiche di vendita grazie all'immediato successo del singolo Dreams (molto utilizzato in seguito in televisione per film, telefilm e pubblicità) e nonostante una partenza difficile con il singolo precedente, Uncertain.
L'album è stato ripubblicato nel 2002 con il titolo Everybody Else Is Doing It, So Why Can't We? (complete sessions 1991-1993) che include le tracce:
- Reason
- Them
- What You Were
- Liar
- Pretty (Pret a Porter movie remix)
- How (Radical mix)

In seguito alla morte di Dolores O'Riordan, venne pubblicata la riedizione dell'album nell'ottobre 2018, contenente anche l'inedito Ìosa, suonato agli esordi ma mai stato inserito in alcun album.

## Tracce
1. I Still Do – 3:16 (Noel Hogan, Dolores O'Riordan)
2. Dreams – 4:32 (Noel Hogan, Dolores O'Riordan)
3. Sunday – 3:30 (Noel Hogan, Dolores O'Riordan)
4. Pretty – 2:16 (Noel Hogan, Dolores O'Riordan)
5. Waltzing Back – 3:37 (Dolores O'Riordan)
6. Not Sorry – 4:20 (Noel Hogan, Dolores O'Riordan)
7. Linger – 4:34 (Noel Hogan, Dolores O'Riordan)
8. Wanted – 2:07 (Noel Hogan, Dolores O'Riordan)
9. Still Can't... – 2:07 (Noel Hogan, Dolores O'Riordan)
10. I Will Always – 2:42 (Dolores O'Riordan)
11. How – 2:51 (Dolores O'Riordan)
12. Put Me Down – 3:32 (Noel Hogan, Dolores O'Riordan)

Durata totale: 39:24

## Formazione
- Dolores O'Riordan - voce, chitarra acustica
- Noel Hogan - chitarra, cori
- Mike Hogan - basso
- Fergal Lawler - batteria e percussioni

### Altri musicisti
- Mike Mahoney - cori (traccia 2)